# David Koechner
David Michael Koechner (født 24. august 1962) er en amerikansk karakter-skuespiller (film, tv og scene) og komiker.
Koechner begyndte at studere improviseret komedie i Chicago på ImprovOlympic under Del Closes vinger, før han tiltrådte i Second City Northwest. Efter et år på både Saturday Night Live og Late Night with Conan O'Brien, begyndte Koechner at få mindre roller i film som Man on the Moon og Wag the Dog.
Efter et gennembrud i rollen som Champ Kind i Anchorman: The Legend of Ron Burgundy, begyndte Koechner at optræde oftere i større biroller i flere højt profilerede komedier, herunder Talladega Nights: The Ballad of Ricky Bobby, Snakes on a Plane og Thank You for Smoking foruden tilbagevendende gæsteoptrædener i tv-serien The Office som Todd Packer.

## Filmografi
| År   | Film                                        | Rolle                             | Noter                  |
| ---- | ------------------------------------------- | --------------------------------- | ---------------------- |
| 1995 | It's Now... or NEVER!                       | Jay                               |                        |
| 1997 | Wag the Dog                                 | Director                          |                        |
| 1998 | Dirty Work                                  | Anton Phillips                    |                        |
| 1999 | Man on the Moon                             | National Enquirer Reporter        |                        |
| 1999 | Austin Powers: The Spy Who Shagged Me       | Co-pilot                          |                        |
| 1999 | Dill Scallion                               | Bubby Pearl                       |                        |
| 2000 | Whatever It Takes                           | Virgil Doolittle                  |                        |
| 2000 | Dropping Out                                | Henry                             |                        |
| 2001 | Out Cold                                    | Stumpy                            |                        |
| 2001 | Life Without Dick                           | Uncle Hurley                      |                        |
| 2002 | Waking Up in Reno                           | Bell Hop                          |                        |
| 2002 | American Girl                               | Guy In Fun Fun Land TV Commercial |                        |
| 2002 | The Third Wheel                             | Carl                              |                        |
| 2002 | Run Ronnie Run                              | Clay                              |                        |
| 2003 | My Boss's Daughter                          | Speed                             |                        |
| 2003 | A Guy Thing                                 | Buck Morse                        |                        |
| 2003 | Soul Mates                                  | Steve                             |                        |
| 2004 | Anchorman: The Legend of Ron Burgundy       | Champion "Champ" Kind             |                        |
| 2004 | Wake Up, Ron Burgundy: The Lost Movie       | Champion "Champ" Kind             |                        |
| 2005 | Yours, Mine and Ours                        | Darrell                           |                        |
| 2005 | Daltry Calhoun                              | Doyle Earl                        |                        |
| 2005 | Here Comes Peter Cottontail: The Movie      | Elroy/Wind                        | (stemme)               |
| 2005 | The 40 Year Old Virgin                      | Dad at Health Clinic              | (cameo)                |
| 2005 | The Dukes of Hazzard                        | Cooter                            |                        |
| 2005 | Waiting...                                  | Dan                               |                        |
| 2006 | Unaccompanied Minors                        | Ernie Wellington                  |                        |
| 2006 | Tenacious D in The Pick of Destiny          | Surplus store clerk               | (cameo, scene slettet) |
| 2006 | Let's Go to Prison                          | Shanahan                          |                        |
| 2006 | Snakes on a Plane                           | Rick "Arch" Archibald             |                        |
| 2006 | Barnyard                                    | Dag the Coyote                    | (stemme)               |
| 2006 | Talladega Nights: The Ballad of Ricky Bobby | Herschell                         |                        |
| 2006 | Thank You for Smoking                       | Bobby Jay Bliss                   |                        |
| 2006 | Larry the Cable Guy: Health Inspector       | Donnie                            |                        |
| 2007 | The Comebacks                               | Lambeau Fields                    |                        |
| 2007 | The Brothers Solomon                        | Unknown                           |                        |
| 2007 | Reno 911!: Miami                            | Sheriff of Aspen                  |                        |
| 2007 | Careless                                    | Lizard                            |                        |
| 2007 | Balls of Fury                               | Rick the Birdmaster               |                        |
| 2008 | Semi-Pro                                    | The Commissioner                  |                        |
| 2008 | Drillbit Taylor                             | Frightened Dad                    |                        |
| 2008 | Get Smart                                   | Agent Larabee                     |                        |
| 2008 | Sex Drive                                   | Hitchhiker                        |                        |
| 2008 | The Perfect Game                            | Charlie                           |                        |
| 2009 | Still Waiting...                            | Dan                               |                        |
| 2009 | Extract                                     | Nathan                            |                        |
| 2009 | The Goods: Live Hard, Sell Hard             | Brent Gage                        |                        |
| 2009 | Tenure                                      | Jay Hadley                        |                        |
| 2011 | Get Smart 2                                 | Agent Larabee                     |                        |
| 2011 | Final Destination 5                         | Dennis                            |                        |
| 2015 | Krampus                                     |                                   |                        |
| 2015 |                                             |                                   |                        |

### Tv-serier
| År           | Show                                         | Rolle                                | Noter                         |
| ------------ | -------------------------------------------- | ------------------------------------ | ----------------------------- |
| 1995         | Saturday Night Live                          | flere roller                         |                               |
| 2000         | Freaks and Geeks                             | Waiter                               |                               |
| 2002         | Late World with Zach                         | flere roller                         |                               |
| 2002         | Curb Your Enthusiasm                         | Joseph                               |                               |
| 2002–2003    | Still Standing                               | Carl                                 |                               |
| 2002–2003    | Whatever Happened to Robot Jones?            | Clancy                               | stemme                        |
| 2003         | Comedy Central Laughs for Life Telethon 2003 | Jerry Prastis/Gerald Tibbons/Various |                               |
| 2005-present | The Office                                   | Todd Packer                          | tilbagevendende rolle         |
| 2006         | Harvey Birdman, Attorney at Law              | Cubby McQuilkin                      | stemme                        |
| 2007         | The Naked Trucker and T-Bones Show           | Gerald "T-Bones" Tibbons             | Stjerne, forfatter, producer  |
| 2007         | Monk                                         | Joey Krenshaw                        | Mr. Monk and the Daredevil    |
| 2008         | Hannah Montana                               | Uncle Earl                           | "(We're So Sorry) Uncle Earl" |
| 2008         | King of the Hill                             | Frank                                | stemme                        |
| 2008         | American Dad!                                | Dick                                 | stemme                        |
| 2008         | Pushing Daisies                              | Merle McQuoddy                       |                               |
| 2008         | Monk                                         | Joey Krenshaw                        | Mr. Monk's 100th Case         |
| 2009         | Hank                                         | Grady Funk                           |                               |
| 2010         | Hannah Montana                               | Uncle Earl                           | "Miley Says Goodbye part 1"   |
| 2010         | Gary Unmarried                               | Joe "Soup" Campbell                  |                               |